# Sawadowskij Hukk
Der Sawadowskij Hukk ist eine Landspitze der antarktischen Peter-I.-Insel. Sie liegt an der Mündung des Zavodovskijbreen.
Die Benennung geht vorgeblich auf russische Wissenschaftler zurück.